# Bactrocera diaphoropsis
Bactrocera diaphoropsis är en tvåvingeart som först beskrevs av Erich Martin Hering 1952.  Bactrocera diaphoropsis ingår i släktet Bactrocera och familjen borrflugor. Inga underarter finns listade.